# Oderberger Straße
De Oderberger Straße is een straat in het Berlijnse stadsdeel Prenzlauer Berg (district Pankow). De straat is bekend als de locatie van talrijke herbergen, restaurants en winkels en van het Hirschhof, het   "zwembad van de Oderberger Straße", de brandweerkazerne van Prenzlauer Berg en het Mauerpark.
De straat begint aan het kruispunt Schönhauser Allee/Choriner Straße/Sredzkistraße, en gaat vervolgens in westelijke richting over de Kastanienallee naar het kruispunt Eberswalder Straße/Schwedter Straße/Bernauer Straße, de zuidelijke toegang tot het Mauerpark. Op wandelafstand bevinden zich de Arkonaplatz en Rosenthaler Vorstadt.

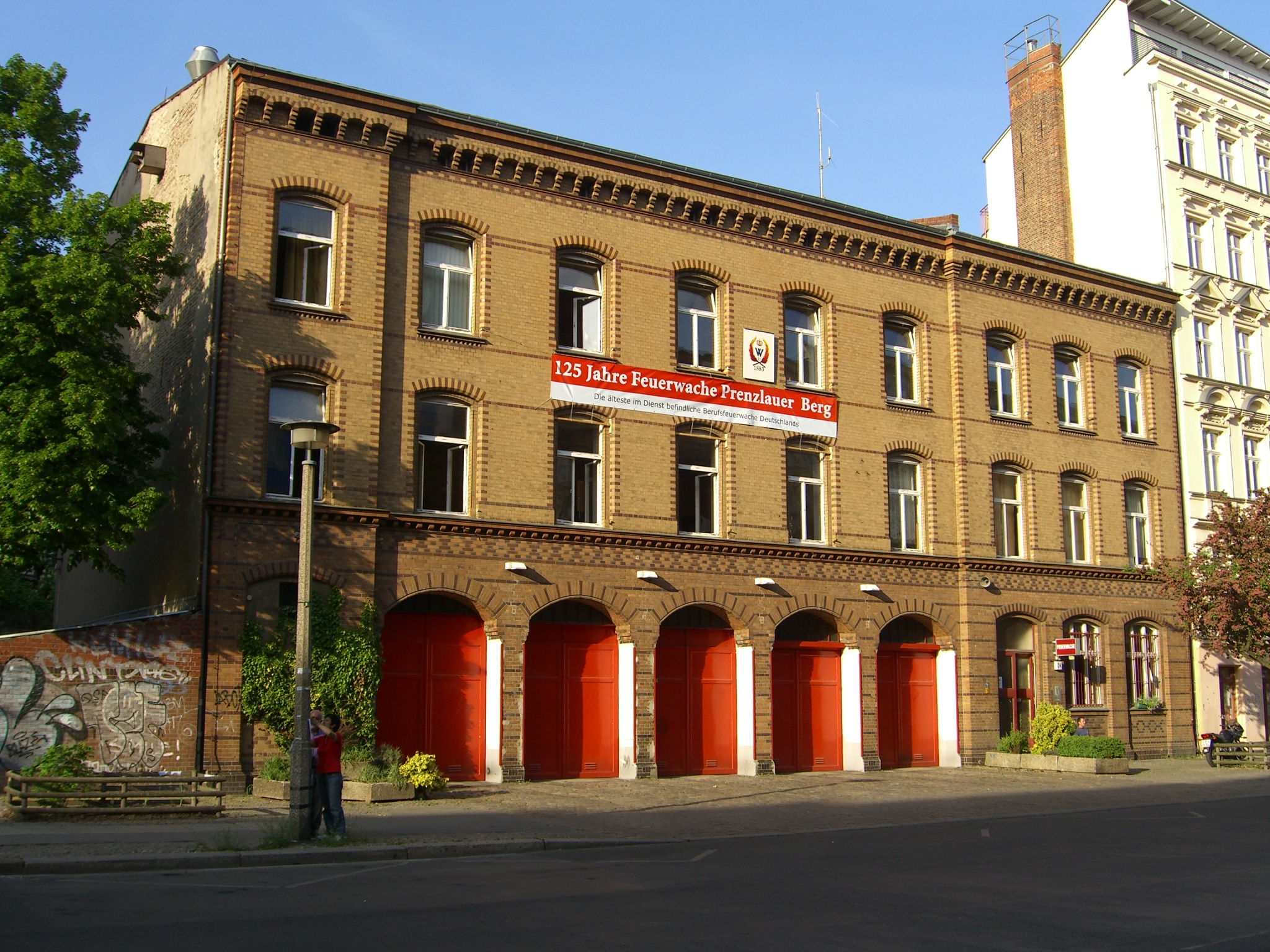
Brandweerkazerne van Prenzlauer Berg in het jubileumjaar 2008

In de Oderberger Straße staan onder meer het door Ludwig Hoffmann gebouwde Stadtbad Oderberger Straße (1899–1902) en de oudste nog operationele brandweerkazerne van Berlijn.
De straat draagt de naam van de ten noordoosten van Berlijn gelegen stad Oderberg. Ook vele andere straten uit de buurt dragen de naam van steden uit Barnim of Uckermark (onder meer Bernau, Eberswalde, Schwedt, Chorin, Kremmen, Templin).
Altonaer Straße · 
Amalienstraße · 
Bergmannstraße · 
Berliner Allee ·
Bernauer Straße · 
Bismarckstraße · 
Bornholmer Straße · 
Boxhagener Straße ·
Breite Straße ·
Brüderstraße ·
Brunnenstraße ·
Bülowstraße ·
Bundesallee ·
Danziger Straße ·
Eberswalder Straße ·
Ebertstraße ·
Fasanenstraße ·
Frankfurter Allee ·
Friedrichstraße ·
Gertraudenstraße ·
Greifswalder Straße ·
Halskestraße ·
Hardenbergstraße ·
Hauptstraße ·
Heerstraße ·
Hornstraße ·
Invalidenstraße ·
Judengasse ·
Kaiserdamm ·
Karl-Liebknecht-Straße ·
Karl-Marx-Allee ·
Karl-Marx-Straße ·
Kastanienallee ·
Klosterstraße ·
Kopenhagener Straße ·
Kopernikusstraße ·
Kurfürstendamm ·
Landsberger Allee ·
Lehrter Straße ·
Leipziger Straße ·
Majakowskiring ·
Mehringdamm ·
Mollstraße ·
Motzstraße ·
Mühlendamm · 
Oderberger Straße ·
Oranienburger Straße ·
Oranienstraße ·
Ostseestraße ·
Otto-Braun-Straße ·
Otto-Suhr-Allee ·
Potsdamer Straße ·
Prenzlauer Allee ·
Rathausstraße ·
Rheinstraße ·
Rigaer Straße ·
Rosa-Luxemburg-Straße ·
Rosenthaler Straße ·
Rykestraße ·
Samariterstraße · 
Scheidemannstraße · 
Schwedter Straße ·
Schönhauser Allee ·
Simon-Dach-Straße ·
Spandauer Straße ·
Sredzkistraße ·
Stralauer Allee ·
Straße des 17. Juni ·
Tauentzienstraße ·
Torstraße ·
Unter den Linden ·
Warschauer Straße ·
Wiesbadener Straße ·
Wilhelmstraße (Berlin-Mitte) ·
Wilhelmstraße (Berlin-Spandau)